# 祥子
祥子（しょうこ、1985年4月13日 - ）は、日本のタレント、女優、元グラビアモデル、ヌードモデル。熊本県出身。

## 来歴
東海大学第二高等学校を卒業後、保育士を目指して勉強中にアルバイト先で所属事務所の社長にスカウトされる。地元のテレビ番組でリポーターを務め、温泉や土産店のレポート、天気予報などを担当する。23歳の秋まで熊本で過ごし、芸能の仕事をするなら東京へ行くしかないと決意して上京。芸能事務所のオーディションを探して応募し、芸能活動を開始する。6畳一間の木造アパートで生活し、喫茶店、コンビニ、居酒屋などでアルバイトを掛け持ち、宮沢りえや深津絵里に憧れて舞台女優を目指しながら劇団の舞台に立つも、鳴かず飛ばずの年月が続く。
本名、年齢、出身地などの素性が明らかにしない謎の女祥子（しょうこ）として、2014年3月から約1年間『週刊ポスト』（小学館）のグラビア「謎の美女シリーズ」でヌードを披露するなどして話題となる。2015年1月に発売した初の写真集『祥子 愛にゆく人』（小学館）は、新人タレントとして異例の販売部数となる。『週刊ポスト』の連載が終了した2015年2月から、タレントとしてテレビのバラエティ番組に出演して「第2の壇蜜」「ポスト壇蜜」とも称される。
江戸川乱歩没後50周年記念作品として制作された映画『D坂の殺人事件』で映画に初主演、オールヌードのベッドシーンや過激なSMシーンを演じた。
小説家デビューが夢の一つで23歳から短編を書き溜めており、出版関係者からのオファーを受けて2015年8月にフォト官能小説『祥子 愛河 いとしきけものたち』を上梓している。
2020年2月4日発売の『週刊ポスト』2月13日特大号の表紙を飾り、その表紙美女インタビューで、同年28日に発売のDVD『祥子の諸事情』を以てグラビア活動を卒業することを表明した。

## 人物・エピソード
好きなタイプは博多華丸（博多華丸・大吉）。
好きな色は赤と青。
壇蜜が憧れであり、目標としている。
福岡ソフトバンクホークスの熱狂的なファン。
舞台女優時代の2012年にフェイスブックを通じて徳井義実（チュートリアル）からナンパされたことがある。

## 出演

### テレビ番組
- バラいろダンディ（TOKYO MX） - 水曜→金曜レギュラー
- 厳選!いい宿（テレビ東京）
- 老い愛で子さんのご自愛ください。〜ポジティブエイジングメソッド〜（テレビ東京、2016年6月） - しなだれ子 役[17]
- 馬好王国〜UmazuKingdom〜（フジテレビ）準レギュラー
- みんなのKEIBA（フジテレビ）準レギュラー
- ぶらり探訪 珍湯たび (2019年 秋田編、東京編（銭湯） 2回分のナビゲーター、GAORA)

### ラジオ番組
- イマドキッ（2016年12月 - 、MBS）

### テレビドラマ
- 極道めし（2018年7月 - 、BSジャパン） - 白鳥不二子 役
- 日曜プライム 「警視庁・捜査一課長 SP7」（2019年） ‐ 境川秀美 役

### 映画
- D坂の殺人事件（2015年） - 主演・花崎悦子 役

### 雑誌
- 週刊ポスト 謎の美女シリーズ「祥子の事。」（2014年3月 - 2015年2月、小学館）[10]

### ＷＥＢ
- 祥子の絶景温泉[18]（YouTubeスポニチチャンネル）

## 作品

### 写真集
- 祥子 愛にゆく人（2015年1月26日、小学館、撮影：西田幸樹）ISBN 9784091031648
- 椿（2016年6月4日、講談社、撮影：佐藤裕之）ISBN 978-4063528497
- 鍵-KEY-（2017年7月28日、講談社、撮影：青山裕企）ISBN 978-4062207423

### フォト官能小説
- 祥子 愛河 いとしきけものたち（2015年8月21日、双葉社、ISBN 978-4-575-30929-4）

### DVD
- とある綺麗なOLさんの妄想（2016年4月22日、リバプール）
- 愛のゆくえ（2017年8月23日、イーネット・フロンティア）
- 誘う女（2018年2月23日、スパイスビジュアル)

- 祥子 ファースト・トレーディングカード（2018年7月20日、M.B.D メディアブランド）
- 恋愛ブランコ（2018年10月20日、ラインコミュニケーションズ）
- 祥子の色情誘惑(いろごとゆうわく) Vol.2（2019年4月19日、M.B.D メディアブランド）
- 憧憬（2019年9月27日、スパイスビジュアル）
- 祥子の諸事情（2020年2月28日、エスデジタル）

## 連載
- 祥子のG1・十番勝負!（2015年秋、東京スポーツ）
  - 祥子のG1・九番勝負!（2016年春）
  - 祥子のG1・十一番勝負!（2016年秋）
- 祥子 酒と湯宿と男と女（2016年4月27日[19] - 、超刊スポニチ）